# دانیل گولرت
دانیل گولرت (انگلیسی: Daniel Göhlert؛ زادهٔ ۲۵ سپتامبر ۱۹۸۰) بازیکن فوتبال اهل آلمان است.
از باشگاه‌هایی که در آن بازی کرده‌است می‌توان به باشگاه فوتبال یونیون برلین و باشگاه فوتبال کمنیتس اشاره کرد.